# ジェームズ・トラスロー・アダムズ
ジェームズ・トラスロー・アダムズ（英語: James Truslow Adams、1878年10月18日 - 1949年5月18日）は、アメリカ合衆国の作家、歴史家。彼は1931年の著書『ザ・エピック・オブ・アメリカ』で「アメリカン・ドリーム」というフレーズを創出した。